# Astonishing X-Men
Astonishing X-Men är två tecknade miniserier och en fortlöpande serietidning utgivna av Marvel Comics. Gemensamt för de tre omgångarna (även kallat volymer) är att de handlar om superhjältegruppen X-Men. Serietidningsversionen publicerades månatligen från 2004 till 2013 och författades av Joss Whedon.

## Volym 1 (1995)
Den första volymen av Astonishing X-Men var en miniserie i fyra delar som ersatte Uncanny X-Men under parallella universumshistorien Age of Apocalypse då alla X-titlar gavs nya namn och numreringar. Astonishing X-Men, författades av Scott Lobdell och tecknades av Joe Madureira.